# Biểu tình chống phong tỏa COVID-19 tại Trung Quốc 2022
Một loạt các cuộc biểu tình chống phong tỏa COVID-19 đã bắt đầu ở Trung Quốc đại lục từ đầu tháng 11 năm 2022. Sự kiện còn được gọi với tên khác không chính thức là Biểu tình giấy trắng (tiếng Trung: 白纸抗议; Hán-Việt: Bạch chỉ kháng nghị; bính âm: Bái zhǐ kàngyì), hoặc Cách mạng giấy trắng (tiếng Trung: 白纸革命; Hán-Việt: Bạch chỉ cách mạng; bính âm: Bái zhǐ gémìng). Các cuộc biểu tình bắt đầu xuất hiện nhằm đáp trả lại các biện pháp mà chính phủ Trung Quốc thực hiện để ngăn chặn sự lây lan của COVID-19 tại quốc gia này, bao gồm cả việc thực hiện chính sách Zero-COVID. Sự bất bình đối với chính sách này đã gia tăng kể từ khi bắt đầu xảy ra đại dịch, khiến nhiều người phải ở nhà không có việc làm và không thể mua nhu yếu phẩm hằng ngày.
Trong khi các cuộc biểu tình quy mô nhỏ bắt đầu nhen nhóm xuất hiện vào đầu tháng 11 cộng với tình trạng bất ổn dân sự lan rộng đã xảy ra sau vụ hỏa hoạn chết người ở Ürümqi vào ngày 24 tháng 11, khiến 10 người thiệt mạng (thời điểm 3 tháng sau lệnh phong tỏa ở Tân Cương). Những người biểu tình yêu cầu chính phủ chấm dứt chính sách Zero-COVID và phong tỏa, một số người đã mở rộng cuộc biểu tình của họ đối với sự lãnh đạo của Tập Cận Bình và Đảng Cộng sản Trung Quốc. Một số người đã lợi dụng giải vô địch bóng đá thế giới 2022 để hét lên "hãy đeo khẩu trang", hoặc viết tất cả những từ ủng hộ để mỉa mai, đồng thời tích cực trích dẫn các bài phát biểu tuyên truyền trước đây của Đảng Cộng sản Trung Quốc, kêu gọi bỏ cấm vận, nối lại làm việc, sản xuất và cải cách các cơ quan đảng, chính phủ.
Tính đến ngày 28 tháng 11, phong trào này đã lan rộng ra ít nhất 19 tỉnh của Trung Quốc, với đám đông tập trung ở nhiều thành phố lớn, bắt đầu từ Nam Kinh và Thượng Hải, tiếp theo là Bắc Kinh, Quảng Châu, Phúc Châu, Thẩm Dương, Cáp Nhĩ Tân, Trường Xuân, Trùng Khánh, Thành Đô, Lan Châu, Tây An, Vũ Hán, Trịnh Châu, Đại Lý, Trường Sa, Ürümqi, Phật Sơn và những nơi khác, ít nhất 91 trường cao đẳng và đại học đã xuất hiện các cuộc biểu tình. Các cuộc biểu tình trên toàn quốc hiếm khi xuất hiện trở lại ở Trung Quốc đã gây ra sự quan ngại rộng rãi trong dư luận quốc tế, thường được coi là phong trào mít tinh và biểu tình trên toàn quốc lớn nhất kể từ sau sự kiện Thiên An Môn. Đã có nhiều trường hợp ghi nhận những người biểu tình bị đánh đập và bị xịt hơi cay trước khi bị giam giữ.
Đến đầu tháng 12, chính phủ Trung Quốc đã loại bỏ nhiều hạn chế liên quan COVID-19 bằng cách giảm tần suất xét nghiệm, giảm phong tỏa và cho phép những người mắc bệnh nhẹ cách ly tại nhà.

## Bối cảnh

### Phong tỏa và chính sách Zero-COVID

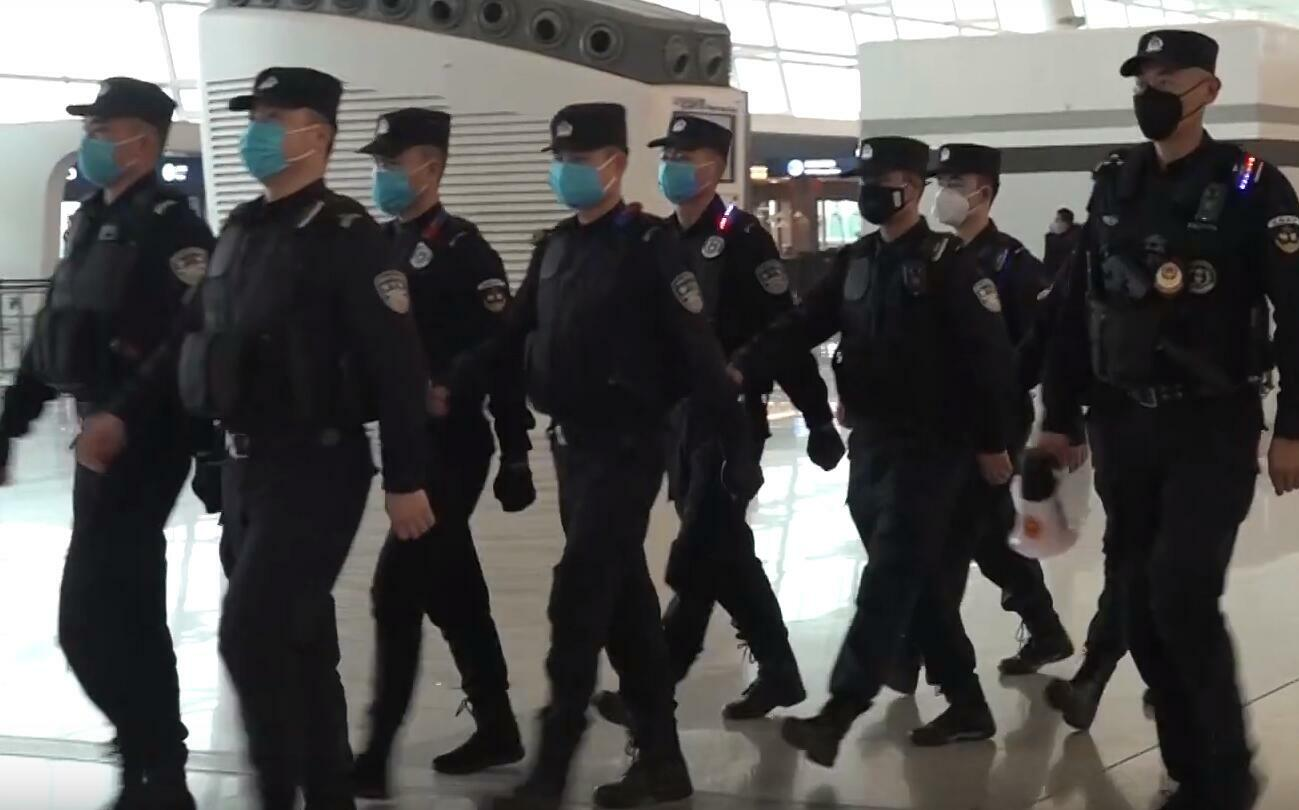
Cảnh sát đeo khẩu trang tuần tra tại Sân bay Quốc tế Thiên Hà Vũ Hán trong đợt bùng phát COVID-19 ban đầu vào tháng 1 năm 2020.

Kể từ khi bắt đầu đại dịch COVID-19 ở Trung Quốc đại lục, chính phủ Trung Quốc đã áp dụng rộng rãi các biện pháp phong tỏa để quản lý các đợt bùng phát COVID, đặc biệt là nỗ lực thực hiện chính sách Zero-COVID. Các đợt phong tỏa này bắt đầu với việc phong tỏa Vũ Hán vào tháng 1 năm 2020 và nhanh chóng lan sang các thành phố và đô thị khác, bao gồm cả Thượng Hải và Tân Cương. Khi các đợt phong tỏa này trở nên phổ biến hơn, kéo dài hơn và ngày càng căng thẳng, dẫn đến sự khó chịu và bất đồng ngày càng gia tăng. Vào tháng 4 năm 2022, chính phủ Trung Quốc đã tiếp tục áp đặt lệnh phong tỏa ở Thượng Hải, gây ra sự phẫn nộ trên các trang mạng xã hội, chẳng hạn như Sina Weibo và WeChat; người dân không hài lòng với những tác động kinh tế của việc phong tỏa, chẳng hạn như thiếu lương thực và không có việc làm. Sự bất mãn này càng trở nên trầm trọng hơn bởi các báo cáo về điều kiện tồi tệ trong các bệnh viện dã chiến và việc thực thi nghiêm ngặt các biện pháp kiểm dịch. Những ý kiến phản đối vẫn không hề giảm, bất chấp sự kiểm duyệt nghiêm ngặt của các phương tiện truyền thông xã hội ở Trung Quốc.
Sự lan rộng của các biến thể phụ dễ lây nhiễm hơn của biến thể Omicron càng làm gia tăng những bất bình này. Vào ngày 5 tháng 3 năm 2022, trước khi Omicron bùng phát, báo cáo công tác của chính phủ được Quốc hội thông qua đã đề ra mục tiêu tăng trưởng GDP hàng năm là 5,5%. Trên thực tế chỉ ghi nhận mức tăng 4,8% trong quý đầu tiên, chỉ 0,4% trong quý thứ hai do phong tỏa quy mô lớn, phục hồi lên 3,9% trong quý thứ ba và ghi nhận 3,0% trong ba quý đầu tiên. Tỷ lệ thất nghiệp của giới trẻ thành thị Trung Quốc cao tới gần 1/5, đạt mức cao kỷ lục.
Khi những biến thể phụ này lan rộng, niềm tin của dân chúng vào chính sách Zero-COVID của chính phủ Trung Quốc đã bị xói mòn, cho thấy rằng các chiến lược phong tỏa đã trở nên không hiệu quả và không bền vững đối với nền kinh tế Trung Quốc. Nhượng bộ và do dự tạo ra sự thiếu tin tưởng, không ủng hộ hơn nữa đối với chính sách; vào ngày 11 tháng 11, chính phủ Trung Quốc đã công bố các hướng dẫn mới và chi tiết về các biện pháp COVID nhằm giảm bớt chính sách Zero-COVID. Việc thực thi của chính quyền địa phương rất khác nhau: Thạch Gia Trang tạm thời dỡ bỏ hầu hết các hạn chế sau thông báo, trong khi đó các thành phố khác tiếp tục với những hạn chế nghiêm ngặt, lo ngại hậu quả của việc nới lỏng phong tỏa. Sau khi triển khai các hướng dẫn mới, một đợt bùng phát COVID-19 đã xảy ra ở nhiều khu vực của Trung Quốc.

### Các phong trào dân chủ ở Trung Quốc
Chế độ đơn đảng của Đảng Cộng sản Trung Quốc (ĐCSTQ) đã dẫn đến nhiều phong trào chính trị đòi dân chủ. Sự bất mãn này ngày càng tăng khi phản ứng của chính phủ Trung Quốc đối với COVID-19 quá nghiêm ngặt đã thúc đẩy các cuộc thảo luận về tự do và dân chủ ở Trung Quốc; kêu gọi Tập Cận Bình từ chức, người đã được đắc cử ở nhiệm kỳ thứ ba, điều chưa từng có tiền lệ với tư cách là tổng bí thư Đảng Cộng sản Trung Quốc chỉ vài tuần trước khi cuộc biểu tình bắt đầu lan rộng.

### Vụ hỏa hoạn tại Ürümqi
Vụ hỏa hoạn tại Ürümqi, Tân Cương đã khiến ít nhất 10 người dân thiệt mạng. Khu vực Tân Cương đã bị phong tỏa nghiêm ngặt trong ba tháng vào thời điểm đó. Vào ngày 25 tháng 11 năm 2022, Chủ tịch Tập Cận Bình đã gửi lời chia buồn về trận động đất ở Quần đảo Solomon nhưng vẫn giữ im lặng về vụ hỏa hoạn tại Ürümqi, gây phẫn nộ trong dân chúng. Theo báo cáo của Đài tiếng nói Hoa Kỳ, vụ hỏa hoạn đã khiến cộng đồng mạng tại Trung Quốc đặt câu hỏi về các biện pháp phong tỏa. Chính quyền Ürümqi cho rằng vụ hỏa hoạn xảy ra là do họ không hiểu về chữa cháy và tự cứu lấy chính mình, tiếp tục gây ra sự bất mãn trong quần chúng.

### Vụ biểu tình cầu Tứ Thông Bắc Kinh
Vào ngày 13 tháng 10 năm 2022, trước thềm Đại hội đại biểu toàn quốc lần thứ 20 của Đảng Cộng sản Trung Quốc, một người đàn ông đã treo hai biểu ngữ phản đối phong tỏa và ủng hộ dân chủ trên lan can cầu Tứ Thông ở Bắc Kinh. Các biểu ngữ đã nhanh chóng bị cảnh sát địa phương gỡ bỏ cũng như các đề cập liên quan đã bị kiểm duyệt khỏi internet Trung Quốc. Mặc dù vậy, tin tức về sự kiện đã trở nên phổ biến rộng rãi trong dân chúng, và đã thúc đẩy cho các cuộc biểu tình sau đó. Đến ngày 26 tháng 11, các khẩu hiệu của biểu ngữ đã được lặp lại bởi những người biểu tình trên toàn quốc.

## Làn sóng biểu tình đầu tiên

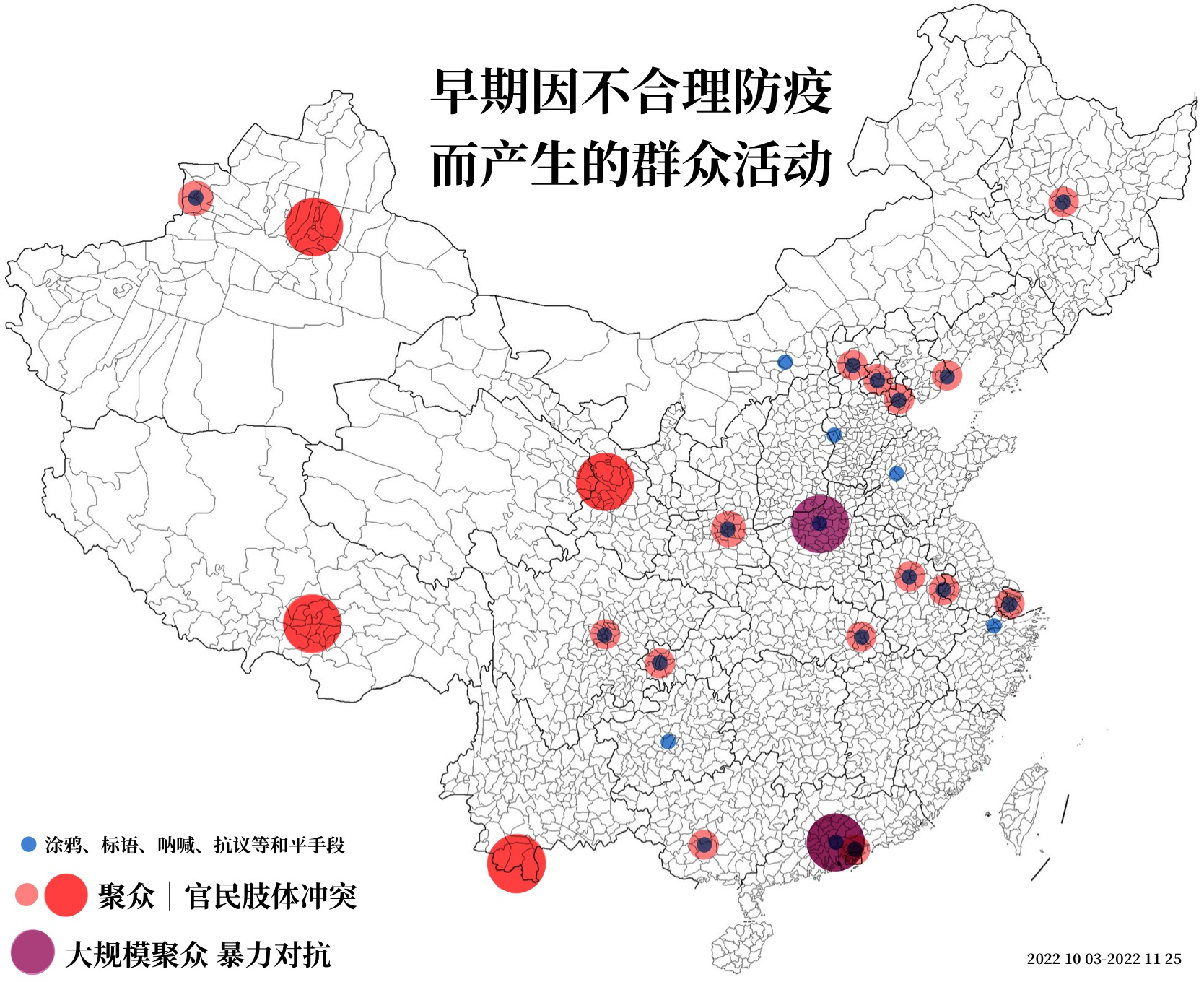
Làn sóng biểu tình tại Trung Quốc sau hàng loạt đợt phong tỏa bất hợp lý và chính sách Zero-COVID.

### Quảng Châu
Khi lệnh phong tỏa được tái áp đặt ở Quảng Châu bắt đầu từ ngày 5 tháng 11 năm 2022, người dân của quận Hải Châu đã diễu hành trên đường phố vào ban đêm, phá vỡ các hàng rào kim loại và yêu cầu chấm dứt lệnh phong tỏa. Quận Hải Châu là nơi sinh sống của nhiều lao động ngoại tỉnh, những người không thể tìm được việc làm và không thể có thu nhập bền vững trong thời gian phong tỏa. Trong các video được lan truyền trực tuyến, người dân cũng chỉ trích việc xếp hàng hàng giờ để xét nghiệm COVID-19, không thể mua được sản phẩm tươi sống với giá cả phải chăng và thiếu sự hỗ trợ của chính quyền địa phương.

### Trịnh Châu
Kể từ cuối tháng 10, siêu nhà máy của Foxconn ở Trịnh Châu, miền Trung Trung Quốc, nơi sản xuất iPhone cho Apple, đã không cho công nhân nghỉ việc, như một phần của chính sách quốc gia Zero-COVID đồng thời cố gắng duy trì hoạt động của các nhà máy và nền kinh tế. Vào ngày 23 tháng 11, các công nhân tại một nhà máy của Foxconn đã đụng độ với lực lượng an ninh và cảnh sát về việc trả lương thấp và các hạn chế về COVID bất hợp lý. Các công nhân đã nêu rõ yêu cầu của họ trong các video lan truyền trên mạng xã hội Trung Quốc, cho rằng Foxconn đã không cung cấp các khoản thưởng và tiền lương như đã hứa. Theo một công nhân, các nhân viên mới được Foxconn thông báo rằng họ sẽ nhận được tiền thưởng vào tháng 3 và tháng 5 năm 2023, rất lâu sau Tết Nguyên đán, thời điểm cần tiền nhất. Những người biểu tình cũng cáo buộc Foxconn đã lơ là việc tách biệt những công nhân có kết quả xét nghiệm dương tính với những người khác, đồng thời ngăn cản họ rời khỏi khuôn viên nhà máy vì các biện pháp kiểm dịch nghiêm ngặt. Cơ quan thực thi pháp luật đã bị quay phim lại cảnh đánh đập công nhân bằng dùi cui và thanh kim loại, trong khi công nhân trả đũa bằng các ném lại các đồ vật và lật đổ xe cảnh sát. Các video còn lan truyền cảnh những người lao động rời thành phố bằng cách đi bộ để trở về nhà bất chấp các biện pháp phong tỏa. Đáp lại cuộc biểu tình, Foxconn đã treo thưởng 10.000 nhân dân tệ (khoảng 1.400 USD) cho những công nhân đồng ý nghỉ việc và rời khỏi nhà máy.

### Trùng Khánh
Tại Trùng Khánh, một người đàn ông đã được quay hình lại đang phát biểu trong khu nhà ở của mình vào ngày 24 tháng 11, hét lớn bằng tiếng Trung "Cho tôi tự do hoặc cho tôi chết" trước sự cổ vũ và vỗ tay của đám đông. Khi cơ quan thực thi pháp luật cố gắng bắt giữ anh ta, đám đông đã chống lại cảnh sát và kéo anh ta đi, mặc dù cuối cùng anh ta vẫn bị giam giữ. Người đàn ông được mệnh danh là "anh hùng Trùng Khánh" trên mạng. Các video xuất hiện những câu trích dẫn của anh đã được lan truyền rộng rãi bất chấp sự kiểm duyệt, chẳng hạn như "chỉ có một căn bệnh trên thế giới, đó là vừa nghèo vừa không có tự do [...] chúng ta hiện có cả hai", ám chỉ cả việc phong tỏa và giá lương thực cao.

## Leo thang

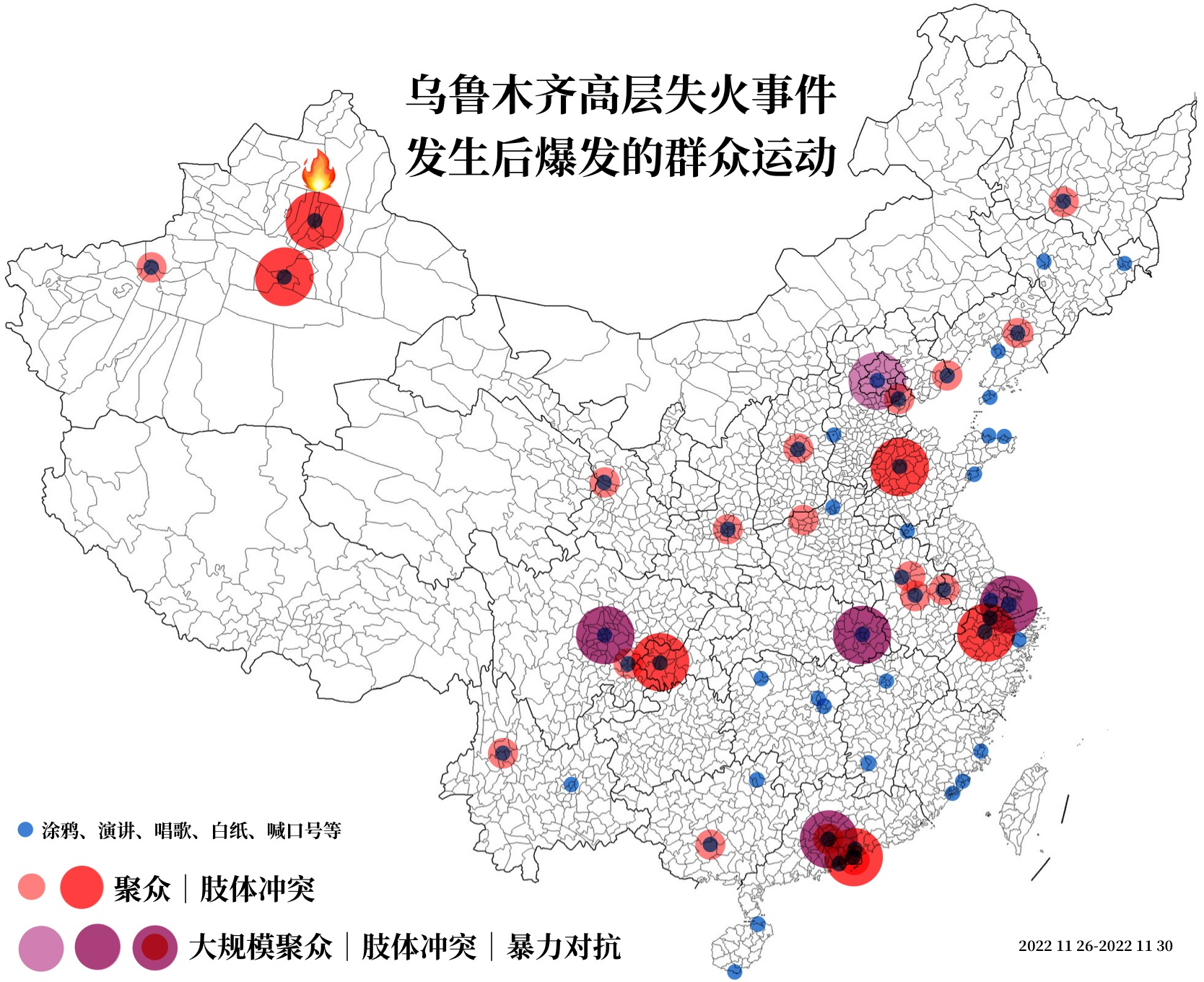
Biểu tình nổ ra sau vụ hỏa hoạn tại Ürümqi.

### Biểu tình liên quan vụ hỏa hoạn tại Ürümqi
Vào ngày 24 tháng 11, một vụ hỏa hoạn tại một tòa nhà ở Ürümqi đã giết chết 10 người và làm bị thương 9 người trong một khu dân cư đang bị phong tỏa. Khu vực Tân Cương đã bị phong tỏa nghiêm ngặt trong ba tháng vào thời điểm đó. Trong thời gian này, các video và hình ảnh lan truyền trên mạng xã hội Trung Quốc cho thấy người dân không thể mua các nhu yếu phẩm cơ bản như thực phẩm và thuốc men. Người dân cáo buộc các biện pháp phong tỏa xung quanh tòa nhà đang cháy đã ngăn lính cứu hỏa không thể tiếp cận tòa nhà kịp thời, trong khi những người khác bày tỏ sự tức giận trước phản ứng của chính quyền và dường như đang cố gắng đỗ lỗi cho các nạn nhân. Nhiều người thiệt mạng là người Duy Ngô Nhĩ, với 5 người sống trong cùng một hộ gia đình.
Vào ngày 25 tháng 11, người dân ở Ürümqi đã xuống đường biểu tình, yêu cầu chấm dứt các biện pháp phong tỏa hà khắc. Sau đó chính quyền địa phương buộc phải có một bài phát biểu trước công chúng, hứa hẹn sẽ chấm dứt phong tỏa ở những khu vực "rủi ro thấp" vào ngày hôm sau.

### 26 tháng 11

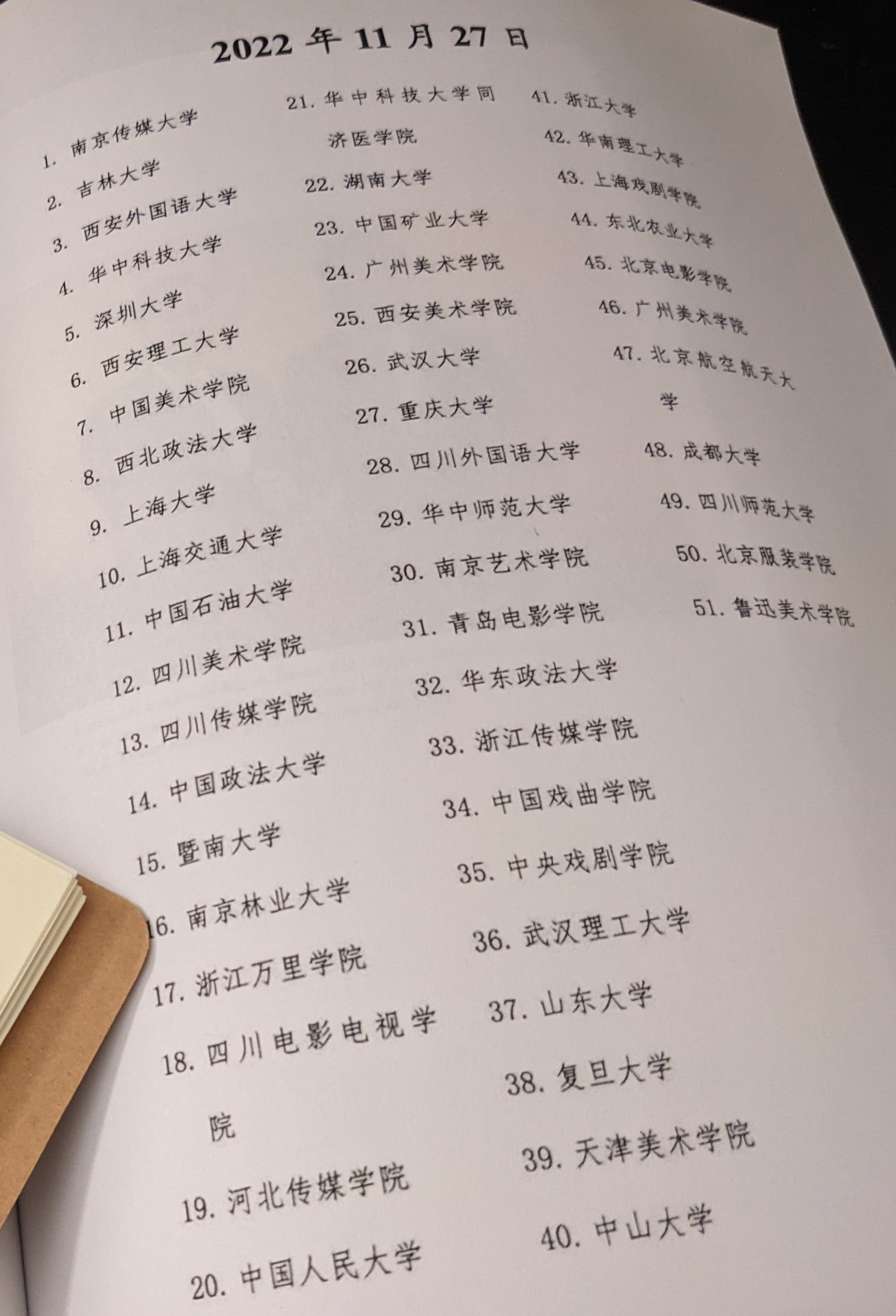
Danh sách do sinh viên Trung Quốc lưu hành, bao gồm 51 trường đại học có biểu tình chống phong tỏa tính đến ngày 27 tháng 11.

Đến ngày 26 tháng 11, các cuộc biểu tình và tưởng niệm thể hiện sự đồng lòng với các nạn nhân vụ hỏa hoạn đã xuất hiện ở các thành phố lớn như Nam Kinh, Bắc Kinh và Thượng Hải.

#### Nam Kinh
Vào ngày 26 tháng 11, tại Nam Kinh, các biểu ngữ châm biếm chống lại chính sách Zero-COVID đã bị gỡ bỏ và để phản đối, một sinh viên đã đứng trên bậc thềm của Đại học Truyền thông Trung Quốc, Nam Kinh, cầm một tờ giấy trắng, cho đến khi nó bị giật khỏi tay. Sau đó, hàng trăm sinh viên tập trung trên các bậc thang với những tờ giấy trắng để tổ chức một buổi thắp nến cầu nguyện cho các nạn nhân của vụ hỏa hoạn, sử dụng đèn pin điện thoại làm giá đỡ cho những ngọn nến. Một người đàn ông giấu tên đã lên sân khấu để quở trách đám đông biểu tình, nói rằng "một ngày nào đó bạn sẽ phải trả giá cho tất cả những gì bạn đã làm hôm nay", sau đó các sinh viên trả lời rằng "nhà nước cũng sẽ phải trả giá cho những gì họ đã làm".

#### Lan Châu
Vào ngày 26 tháng 11, các video quay cảnh những người biểu tình ở Lan Châu phá hủy lều và khu vực xét nghiệm COVID-19. Những người biểu tình cáo buộc rằng họ bị phong tỏa mặc dù không có ca dương tính nào trong khu vực. Đầu tháng 11, một người ở Lan Châu đã lan truyền trên mạng xã hội, trong đó một cậu bé 3 tuổi đã chết trước khi được đưa đến bệnh viện kịp thời do các biện pháp phong tỏa, gây ra phản ứng dữ dội và tức giận trên mạng xã hội.

#### Thượng Hải
Các cuộc biểu tình lớn nhất đã xuất hiện ở Thượng Hải, khi các sinh viên đại học tụ tập trên đường Ürümqi để chỉ thành phố nơi xảy ra vụ hỏa hoạn. Các video cho thấy những người hô vang công khai chỉ trích chính quyền của Tổng bí thư Đảng Cộng sản Trung Quốc Tập Cận Bình, hàng trăm người hô vang "Hãy từ chức, Tập Cận Bình! Hãy từ chức, Đảng Cộng sản!". Các video lan truyền trên mạng xã hội cũng cho thấy đám đông chạm mặt với cảnh sát và hô vang các khẩu hiệu như "phục vụ nhân dân", "chúng tôi muốn tự do" và "chúng tôi không muốn Health Code (mã sức khỏe)". Một số người đã hát quốc ca, "Nghĩa dũng quân tiến hành khúc", trong cuộc biểu tình. Vào đầu giờ sáng, cảnh sát bất ngờ bao vây đám đông và bắt giữ một số người. Cảnh sát cũng sử dụng bình xịt hơi cay để giải tán những người biểu tình và bắt giữ, đánh đập một số người biểu tình.

#### Thành Đô
Tại Thành Đô, đám đông hô vang "Chúng tôi không cần các người cai trị suốt đời. Chúng tôi không cần các hoàng đế".

#### Tây An
Một buổi cầu nguyện thắp đèn di động cũng được tổ chức tại Học viện Mỹ thuật Tây An, thu hút hàng trăm người biểu tình, theo các bài đăng lan truyền trên mạng xã hội.

#### Korla
Một video với hàng trăm người tập trung tại văn phòng chính quyền của tỉnh ở Korla, Tân Cương, kêu gọi "Dỡ bỏ phong tỏa!". Giống như những người biểu tình ở Ürümqi, nhiều người biểu tình ở Korla dường như là người Hán. Một quan chức bước ra và được chào đón bởi đám đông; người này hứa rằng việc phong tỏa sẽ được nới lỏng.

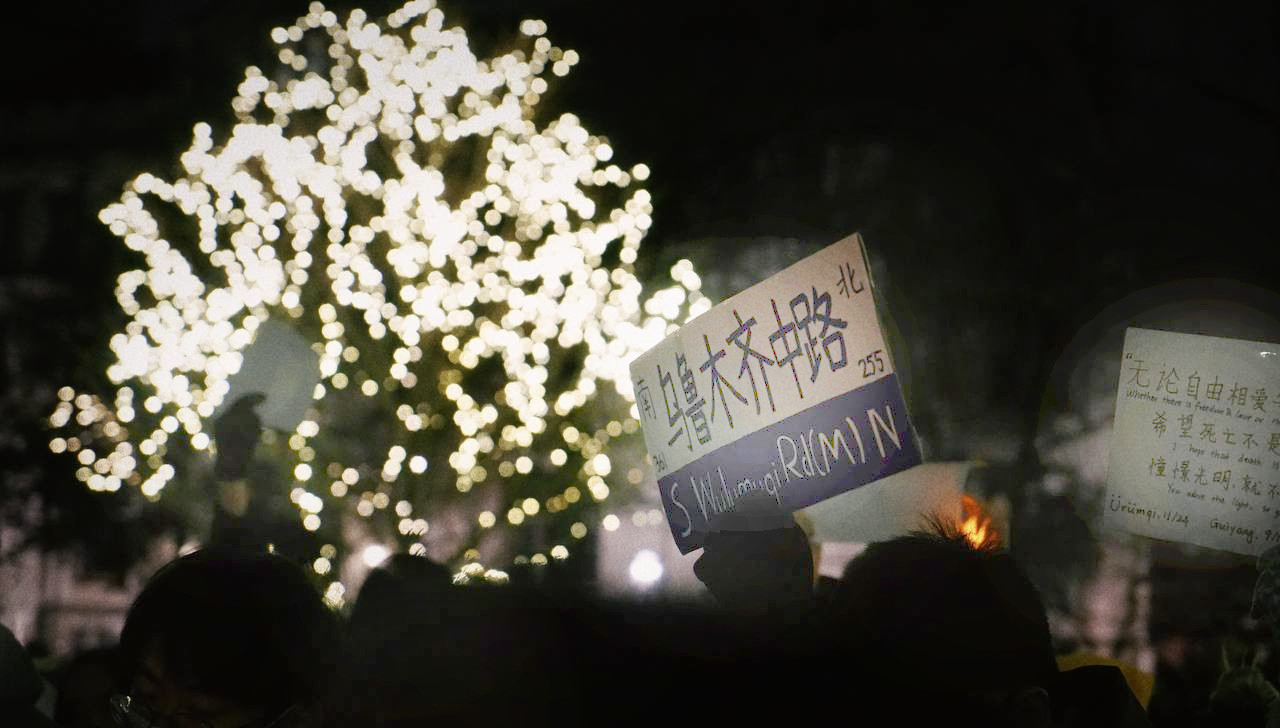
Thắp nến biểu tình ở Hoa Kỳ.

### 27 tháng 11

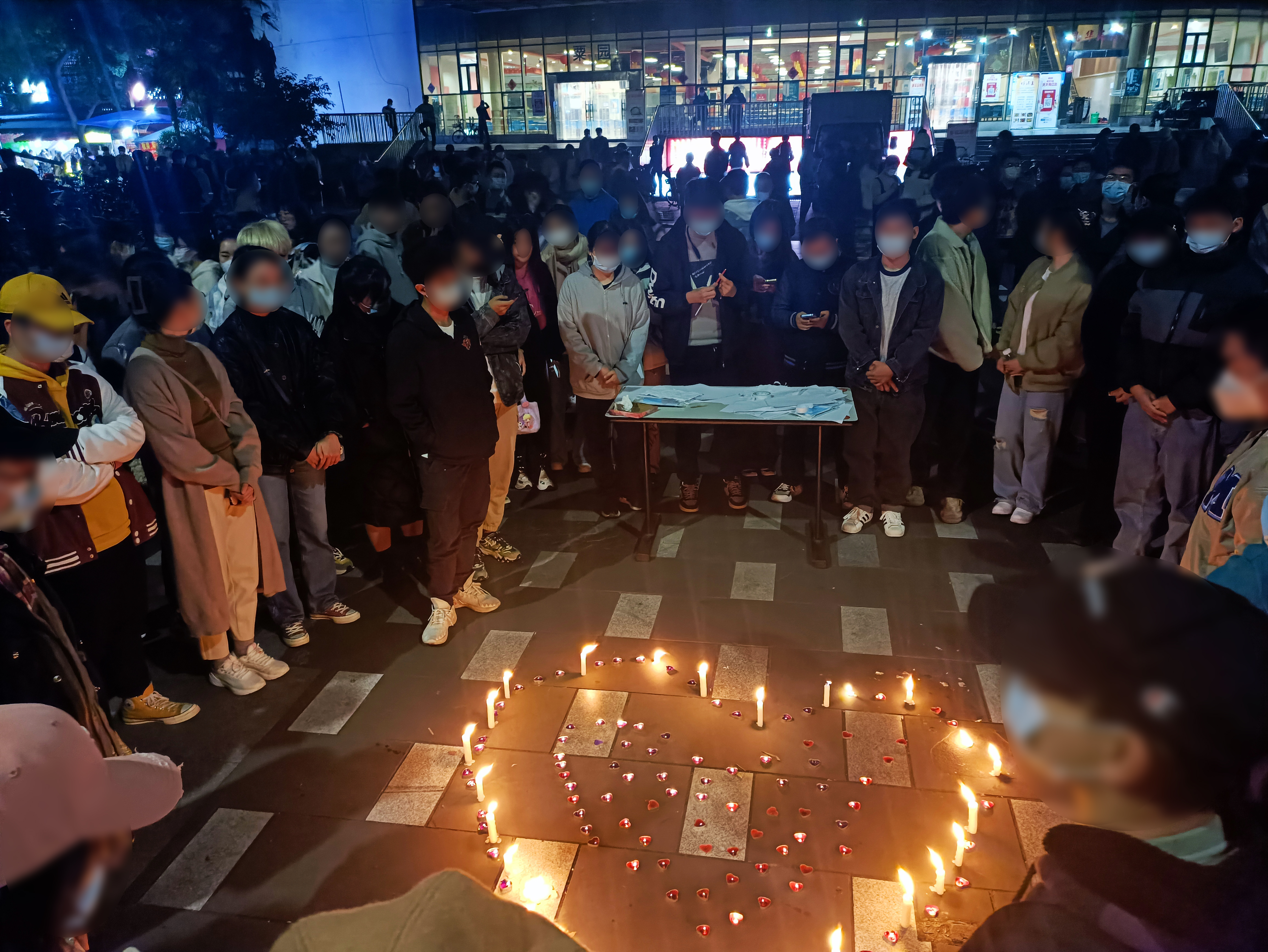
Sinh viên Đại học Giao thông Tây Nam, Thành Đô tổ chức thắp nến cầu nguyện cho các nạn nhân vụ hỏa hoạn.

#### Thượng Hải
Vào ngày 27 tháng 11, nhà báo Edward Lawrence của BBC News đã bị cảnh sát Thượng Hải hành hung và giam giữ trong vài giờ. Đoạn phim lan truyền trên mạng xã hội cho thấy Lawrence bị còng tay kéo xuống đất. Các nhà chức trách trả lời tuyên bố rằng họ bắt giữ anh ta "vì lợi ích của anh ta" để anh ta không bị nhiễm COVID-19 từ đám đông. Nhóm báo chí của BBC News bác bỏ những tuyên bố vì đó không phải là một lời giải thích đáng để tin.
Một bức ảnh xuất hiện cho thấy cảnh sát đã dỡ bỏ biển báo trên Đường Ürümqi vào tối Chủ nhật.

#### Bắc Kinh
Ít nhất 1.000 người đã tập trung dọc theo đường vành đai ba của Bắc Kinh vào ngày 27 tháng 11 để phản đối các hạn chế về COVID. Người dân Bắc Kinh hô vang "Tất cả chúng tôi là người Thượng Hải! Tất cả chúng tôi là người Tân Cương!".
Vào ngày 27 tháng 11, sinh viên đã tổ chức lễ tưởng niệm tại Đại học Thanh Hoa ở Bắc Kinh, góp phần vào các cuộc biểu tình của sinh viên diễn ra tại hơn 50 khuôn viên trường đại học trên khắp Trung Quốc. Họ hô vang "tự do sẽ chiến thắng" và hát bài "Quốc tế ca". Một giáo viên đi xuyên qua đám đông đến chỗ học sinh, cố gắng can ngăn đám đông và nói: "Các bạn đang mất kiểm soát!". Một nữ sinh viên Đại học Thanh Hoa giơ tờ giấy trắng hô khẩu hiệu, vừa khóc vừa nói: “Nếu vì sợ bị bắt mà không phát biểu, tôi tin đồng bào sẽ thất vọng về chúng tôi. Là một sinh viên Thanh Hoa, tôi sẽ hối hận cả đời!". Một số người biểu tình tụ tập gần sông Liangma, đồng thời hát "Quốc tế ca" và "Nghĩa dũng quân tiến hành khúc". Một người nhận xét "đừng quên những người đã chết trong vụ tai nạn xe buýt Quý Châu... đừng quên tự do", đề cập đến sự cố hồi tháng 9, trong đó một chiếc xe buýt chở người dân địa phương đến trung tâm kiểm dịch COVID-19 đã gặp nạn, khiến 27 người thiệt mạng.
Vào khoảng 01:00 giờ địa phương ngày 28 tháng 11, một quan chức đã đến nói chuyện với những người biểu tình ven sông. Vào khoảng 02:00, cảnh sát ập vào và những người biểu tình bị giải tán. Sự hiện diện của cảnh sát tiếp tục đến tối ngày 28.

#### Vũ Hán
Hàng trăm người đã biểu tình ở Vũ Hán vào ngày 27 tháng 11, họ đã phá hủy hàng rào kim loại bao quanh các khu bị phong tỏa, lật đổ lều xét nghiệm COVID-19 và yêu cầu chấm dứt phong tỏa, trong khi đó, một số người yêu cầu ông Tập từ chức.

#### Hồng Kông
Các cuộc biểu tình quy mô nhỏ đã diễn ra ở Hồng Kông để thể hiện sự đồng lòng với các cuộc biểu tình ở Trung Quốc đại lục. Vào ngày 27 tháng 11, tại Đại học Hồng Kông, hai sinh viên từ đại lục đã phân phát tờ rơi liên quan đến vụ cháy Ürümqi, khiến lực lượng an ninh của trường phải gọi cảnh sát đến hỗ trợ, nhưng cuối cùng không có vụ bắt giữ nào được thực hiện. Cũng trong khuôn viên trường đại học cùng ngày, một nhóm sinh viên giơ cao những tờ giấy trắng.

### 28 tháng 11

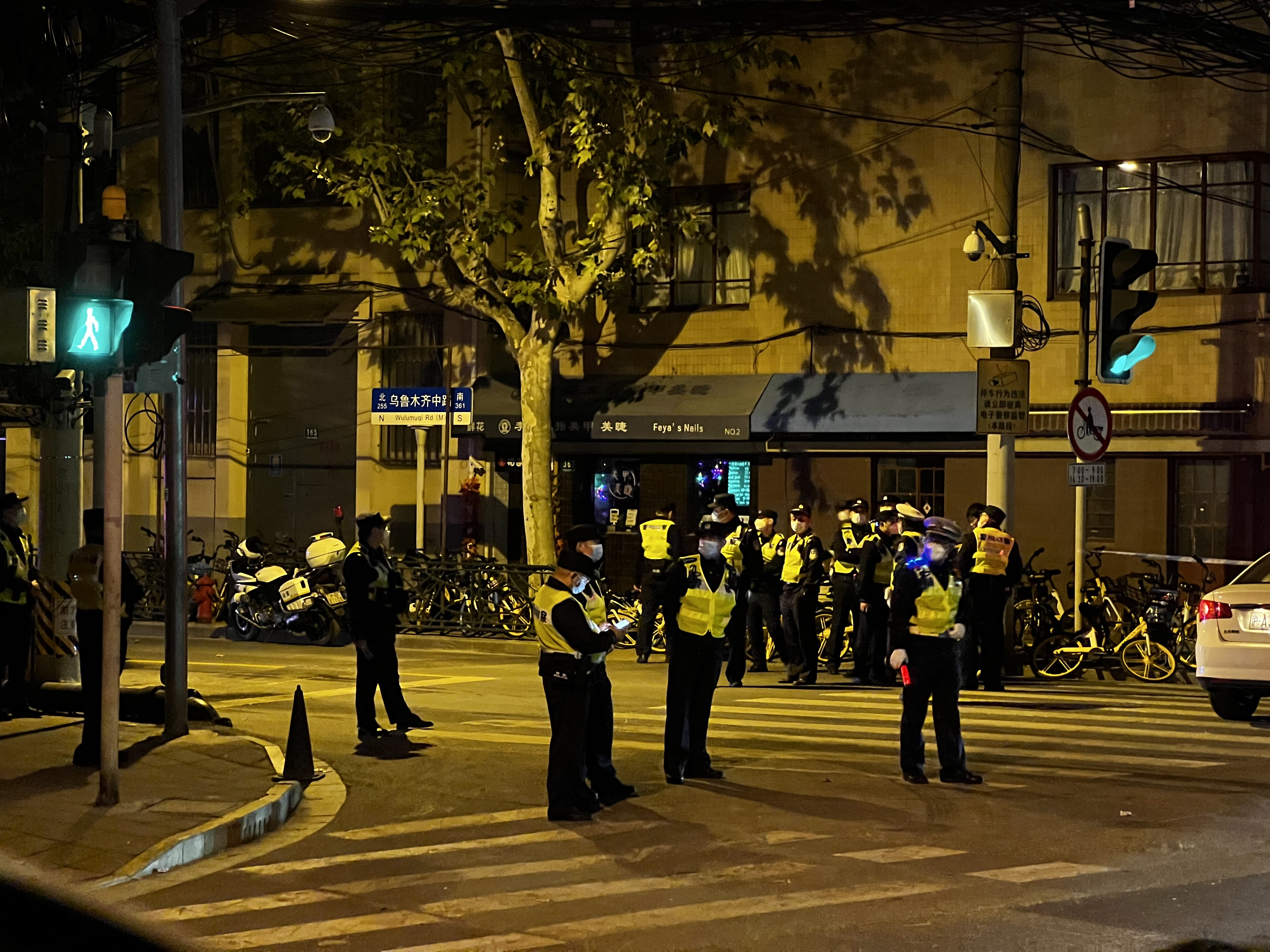
Cảnh sát rào chắn trên đường Ürümqi. Có thời điểm, hàng chục cảnh sát kề vai nhau đứng ở cuối phố.

Vào đầu tuần học, sinh viên đại học ở Bắc Kinh và Quảng Châu đã được cho về nhà, với các lớp học và bài kiểm tra cuối kỳ được chuyển sang trực tuyến. Các trường đại học cho biết họ đang bảo vệ sinh viên khỏi COVID-19, tuy nhiên cùng ngày, Trung Quốc cũng đã báo cáo số ca nhiễm giảm theo ngày đầu tiên kể từ ngày 19 tháng 11.

#### Thượng Hải
Sau hai ngày biểu tình ở Thượng Hải, cảnh sát đã dựng rào chắn ở đường Ürümqi vào ngày 28 tháng 11. Cuối buổi tối hôm đó, cảnh sát ra ngoài kiểm tra điện thoại của những người đi bộ ở Thượng Hải.
Những người biểu tình đã lên kế hoạch tập trung tại Quảng trường Nhân dân, nhưng sự xuất hiện của đông đảo cảnh sát đã giải tán điều đó. Nỗ lực thay đổi địa điểm đã bị cản trở khi cảnh sát đã đến trước một bước.

#### Hồng Kông
Hơn hai chục người đã tham gia một cuộc biểu tình ở trung tâm Hồng Kông, giơ cao những tấm biểu ngữ trống.

#### Hàng Châu
Vào tối ngày 28 tháng 11 tại Hàng Châu, hàng trăm người dân đã tổ chức một cuộc biểu tình tại ngã tư Hubin Yintai in77, yêu cầu chính quyền thả những người biểu tình bị giam giữ. Cùng lúc đó, một người lái xe đã phát bài hát "Do You Hear the People Sing?" (tạm dịch: Có nghe chăng người dân tôi hát?) trong nền khi chờ đèn giao thông ở ngã tư gần Hubin Yintai in77 và được người qua đường cổ vũ.

#### Bắc Kinh
Khi các trường đại học bắt đầu đóng cửa trên khắp Bắc Kinh, 9 ký túc xá của Đại học Thanh Hoa đã đóng cửa, với lý do được đưa ra là các trường hợp dương tính với COVID-19. Trong khi đó, khi Đại học Lâm nghiệp Bắc Kinh đóng cửa, chính quyền lưu ý rằng không có sinh viên hoặc giảng viên nào có kết quả xét nghiệm dương tính. Sự xuất hiện dày đặc của cảnh sát ở thủ đô đã ngăn cản những người biểu tình tụ tập.

### 29 tháng 11
Như những ngày trước đó, có rất đông cảnh sát tại các địa điểm đã diễn ra biểu tình trước đây. Ở Thượng Hải, vỉa hè của tuyến đường Ürümqi đã bị dựng rào chắn dọc theo toàn bộ chiều dài con đường cao 2m. Quảng trường Nhân dân ở trung tâm Thượng Hải, nơi dự định tổ chức một cuộc biểu tình về đêm cũng bị tuần tra dày đặc. Tại đây, cảnh sát cũng đã chặn người dân, kiểm tra điện thoại di động và hỏi xem có cài đặt VPN hay không; tất cả trừ một lối ra của ga tàu điện ngầm đều đã bị đóng chặt. Kỹ thuật giám sát trước đây được sử dụng tại Tân Cương đã được triển khai ở một số thành phố. Ban giám hiệu của các trường Đại học cũng đã yêu cầu sinh viên về sớm để nghỉ đông, hỗ trợ đi lại bằng đường sắt và đường hàng không miễn phí về quê.
Đến giữa trưa, ít nhất 43 cuộc biểu tình quy mô nhỏ đã được diễn ra tại 22 thành phố. Các video liên quan đến cuộc biểu tình bên trong các khu đang được triển khai các biện pháp phong tỏa đều được người dân yêu cầu trả tự do, dỡ phong tỏa.
Trên các mạng xã hội nằm ngoài tầm kiểm soát của chính phủ Trung Quốc, những người biểu tình đã lên kế hoạch làm thế nào để theo dõi cảnh sát, sử dụng nhiều điện thoại di động và tạo thành các cụm nhỏ để tiếp tục phản kháng.
Trong một cuộc họp báo được phát trực tiếp thông qua một tài khoản truyền thông của nhà nước trên Sina Weibo, các cơ quan y tế Trung Quốc đã cam kết chấn chỉnh các biện pháp chống COVID-19. Nhiều bình luận trực tiếp của khán giả cũng đã xuất hiện như: "Chúng tôi đã hợp tác với các người trong ba năm, giờ là lúc trả lại tự do lại cho chúng tôi" và "Các người có thể ngừng lọc bình luận của chúng tôi được không? Nghe dân, trời không sập".

#### Tế Nam
Nhiều đoạn video do Reuters thu được cho thấy nhiều người biểu tình đang vật lộn với cảnh sát và rào chắn ở quận Lịch Hạ, Tế Nam, thủ phủ của tỉnh Sơn Đông, Trung Quốc. Nhiều người biểu tình đã cùng nhau hô vang "dỡ bỏ lệnh phong tỏa" khi đang cố gắng vượt qua các chướng ngại vật được thực thi cho lệnh phong tỏa tại địa phương.

#### Quảng Châu
Các cuộc biểu tình mới đã nổ ra tại thị hạt Hải Châu của tỉnh Quảng Châu vào tối ngày 29 tháng 11. Các nhân chứng cho biết đã có khoảng 100 cảnh sát đã tập trung tại làng Houjiao của thị hạt và bắt giữ ít nhất 3 người biểu tình. Cảnh sát mặc đồ hazmat và cầm khiên chống bạo động để bảo vệ bản thân khỏi các mảnh vỡ khi cố gắng ngăn chặn người biểu tình. Rào chắn bị phá dỡ, đám đông ném đồ đạc, có thể chai thủy tinh và hơi cay đã được sử dụng. Chính quyền địa phương sau đó đã tuyên bố rằng các doanh nghiệp sẽ mở cửa trở lại và lệnh phong tỏa sẽ được nới lỏng. Các khu vực khác của Quảng Châu cũng sẽ hủy bỏ xét nghiệm hàng loạt và nới lỏng tương tự.

### 30 tháng 11
Hàng trăm xe tải, xe thể thao đa dụng và xe bọc thép của chính phủ đã đậu dọc các tuyến đường trong thành phố; cảnh sát và lực lượng bán quân sự tiếp tục kiểm tra ngẫu nhiên giấy tờ tùy thân và điện thoại di động của người dân, tìm kiếm ứng dụng, hình ảnh liên quan đến các cuộc biểu tình hoặc bằng chứng cho thấy họ tham gia. Các bài viết trực tuyến liên quan đến cuộc biểu tình liên tục bị xóa.
Sau cái chết của Nguyên Tổng bí thư Đảng Cộng sản Trung Quốc Giang Trạch Dân vào cùng ngày lúc 12:13 phút địa phương, các nhà kiểm duyệt đã chuyển sang hạn chế các bình luận trên Weibo liên quan đến cái chết của ông vì họ bắt đầu so sánh nhiệm kỳ Tổng bí thư của ông và chính quyền hiện tại, che giấu những chỉ trích với đương kim Tổng bí thư Đảng Cộng sản Trung Quốc Tập Cận Bình. Một số người biểu tình trên các nhóm Telegram đã đề cập đến cái chết của ông như một cơ hội để tụ tập để vinh danh ông và trút giận lên các chính sách của chính phủ.

### 4 tháng 12
Vào ngày 4 tháng 12, các cuộc biểu tình mới nổ ra tại Đại học Vũ Hán, các sinh viên đã yêu cầu trường cho phép hồi hương như các trường đại học khác, tuyên bố ký túc xá không đủ nguồn cung nước nước nóng, dịch vụ chuyển phát dừng hoạt động khiến việc phong tỏa tại trường không thực hiện được. Đồng thời, các sinh viên cũng yêu cầu cởi mở và minh bạch về các quy định trong nhà trường.

### 5 tháng 12
Tại Nam Kinh, các sinh viên tại Đại học Công nghệ Nam Kinh đã phản đối lệnh phong tỏa do COVID-19 sau khi ghi nhận một trường hợp dương tính được tìm thấy tại trường. Các sinh viên đã không hài lòng với việc thông tin kém từ phía nhà trường và e ngại không thể hồi hương trong kỳ nghỉ đông sắp tới. Video về cuộc biểu tình đã được đăng tải trên Twitter, cho thấy các sinh viên la lớn "Chúng tôi muốn về nhà!" và "Các nhà lãnh đạo, hãy từ chức đi!" khi một chiếc xe cảnh sát đến hiện trường.

## Ảnh hưởng

### Thị trường chứng khoán
Vào ngày 28 tháng 11, thị trường chứng khoán Hồng Kông mở cửa với mức giảm hơn 3%. Chỉ số Hang Seng giảm 3,26% xuống 17,000.23 khi mở cửa. Chỉ số Shanghai Composite giảm 1,5% xuống 3,055.29 điểm, trong khi Sàn chứng khoán Thâm Quyến lớn thứ hai Trung Quốc giảm 1,54% xuống 1,953.71 điểm. Chỉ số Europe 600 (.STOXX) giảm 0,7% và dự trữ dầu châu Âu (.SXEP) giảm 1,4%, cho thấy thị trường toàn cầu đang lo lắng về những vấn đề phát sinh từ chính sách "bù trừ" của Trung Quốc.

### Biểu tình ở quốc tế

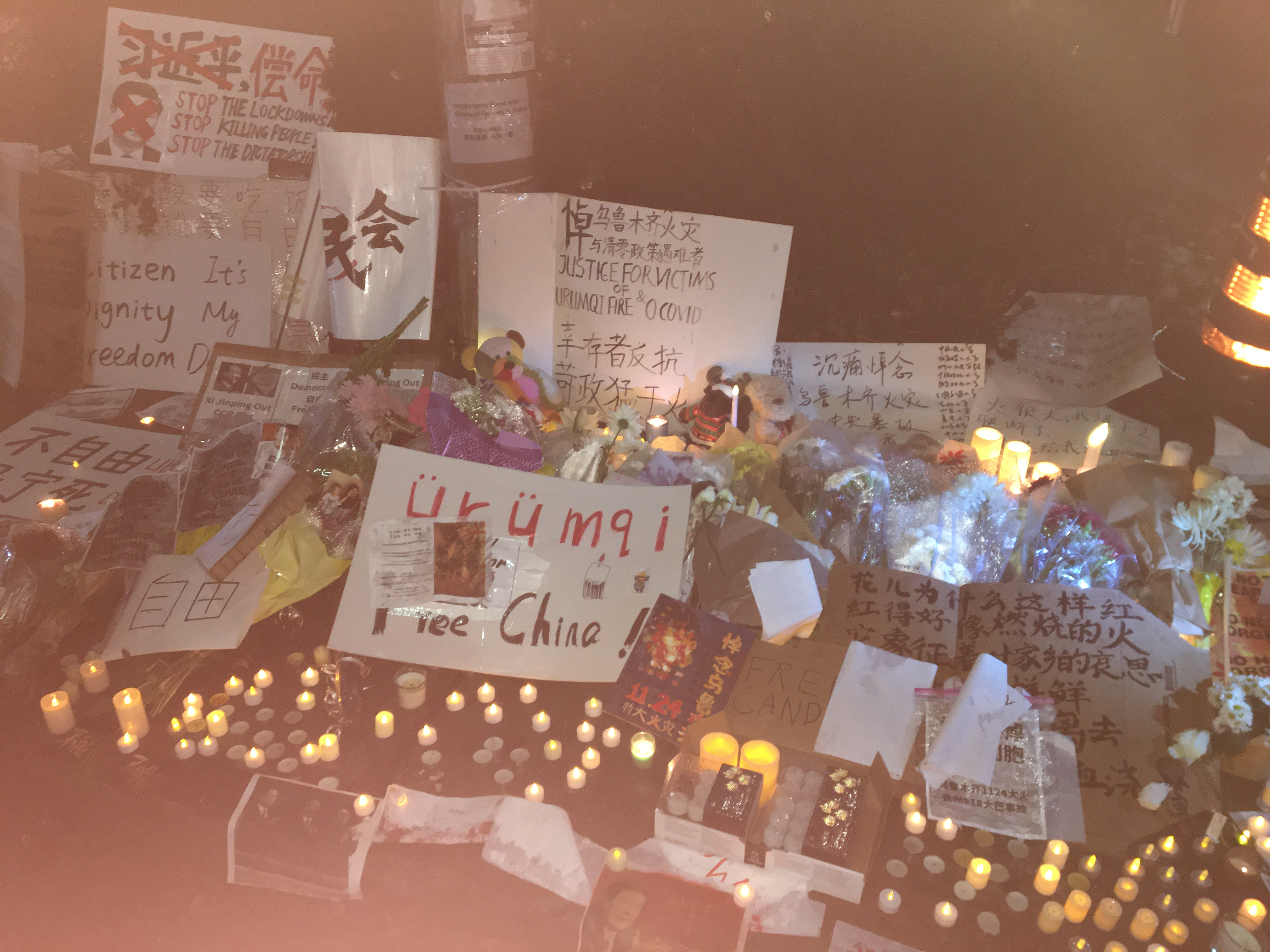
Buổi cầu nguyện bên ngoài Lãnh sự quán Trung Quốc tại Toronto, Canada, vào ngày 27 tháng 11 năm 2022.

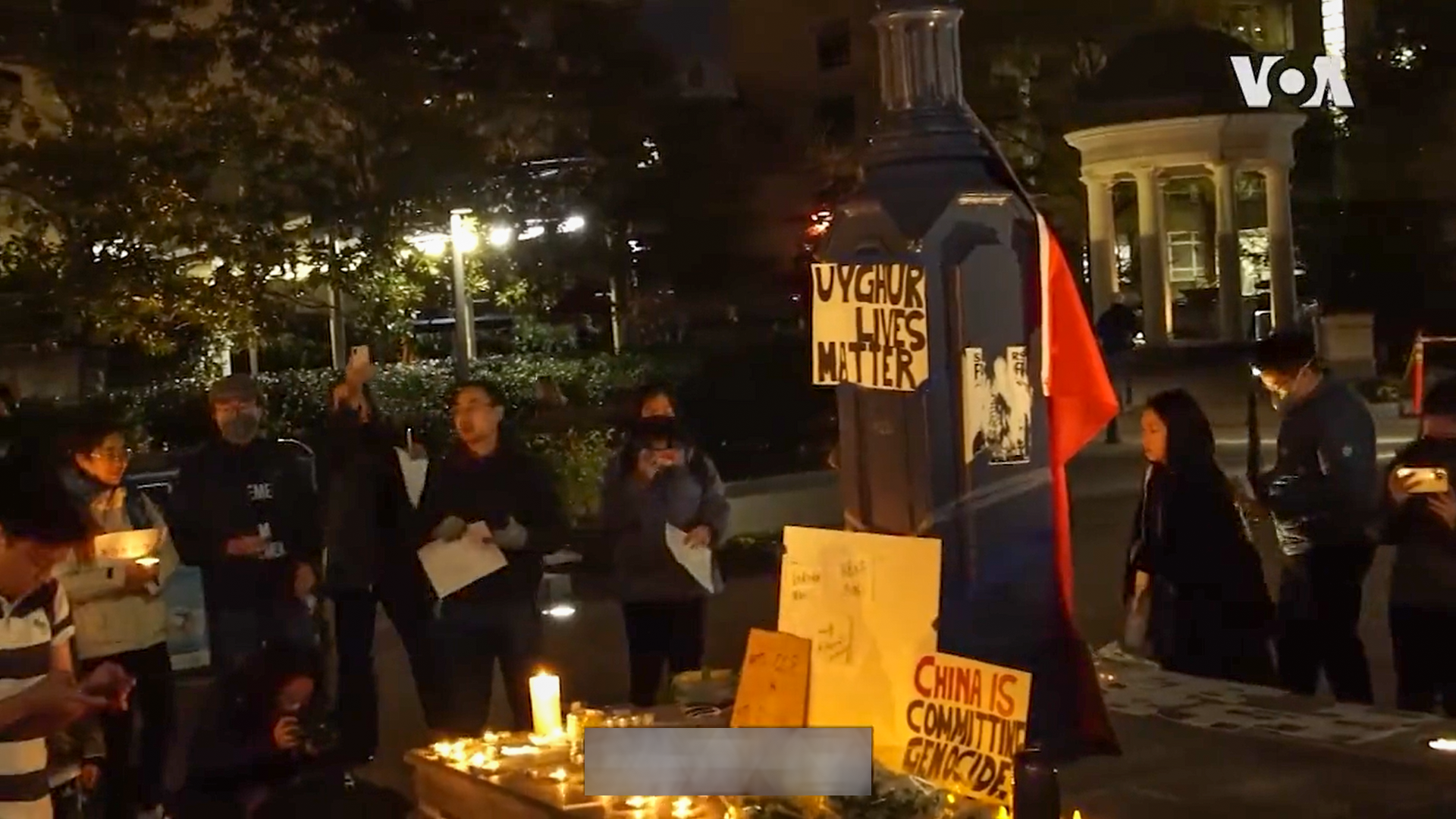
Các cuộc biểu tình ở Washington, DC do sinh viên Trung Quốc ở nước ngoài lãnh đạo vào ngày 28 tháng 11.

- Trung Hoa Dân Quốc: Một buổi cầu nguyện với khoảng 80 đến 100 người tham dự đã được tổ chức vào ngày 27 tháng 11 tại Quảng trường Tự do ở Đài Bắc, Đài Loan, để bày tỏ tình đoàn kết với các cuộc biểu tình ở Trung Quốc. Các diễn giả bao gồm Wang Dan và Zhou Fengsuo, các nhà hoạt động đã tham gia các cuộc biểu tình tại Quảng trường Thiên An Môn năm 1989.[99][100] Vào tối ngày 30 tháng 11, Đại học Quốc gia Đài Loan đã tổ chức lễ thắp nến tưởng niệm các nạn nhân của vụ hỏa hoạn ở Urumqi và bày tỏ tình đoàn kết với những người biểu tình Trung Quốc.[101]
- Nhật Bản: Lối ra phía Tây của ga ngầm Shinjuku ở Tokyo vào tối ngày 27 đã có các Hoa kiều tụ tập đặt hoa và nến dưới mặt đất để tưởng niệm cho các nạn nhân của vụ hỏa hoạn Ürümqi.[102]
- Pháp: Quảng trường Bastille ở Paris, vào tối ngày 27, một số công dân Pháp đã giơ biển báo đường Ürümqi bằng giấy trước quảng trường để tượng trưng cho việc dỡ bỏ biển báo "Đường Ürümqi" ở Thượng Hải.[103] Trung tâm Pompidou ở Paris, Hoa kiều đã đứng ở đây, giơ khẩu hiệu và giấy trắng.[103]
- Vương quốc Anh: Bên ngoài đại sứ quán Trung Quốc ở Luân Đôn, công dân nước này đã tổ chức lễ tang vào lúc 9 giờ tối ngày 27 và hô vang các khẩu hiệu tại đây.[104] Tại Đại học Sheffield và tòa thị chính, sinh viên Trung Quốc cũng đã đặt những bó hoa, nến và khẩu hiệu phản đối trên mặt đất.[103]
- Ireland: Tại Quảng trường Spire ở Dublin, Hoa kiều đã đặt nến và khẩu hiệu, than khóc và cầu nguyện xung quanh tháp chuông.[103]
- Hà Lan: Quảng trường Dam ở Amsterdam, Hoa kiều sống ở Hà Lan đặt nến, dây đèn trên mặt đất và cầm tờ giấy trắng trên tay.[103]
- Tây Ban Nha: 27 tháng 11, ở trung tâm Barcelona, mọi người đặt nến và hoa, cũng như những tấm biển bằng bìa cứng có chữ Urumqi và những nơi khác trên đó. Mọi người đã viết "Chúng tôi ở bên bạn" bằng tiếng Catalan.[cần nguồn tốt hơn]
- Đức: Từ ngày 26 tháng 11 đến ngày 3 tháng 12, Hoa kiều tổ chức các hoạt động thắp nến tưởng niệm tại Berlin, Frankfurt, Munich, Tubingen, Stuttgart, Aachen, Hamburg và các thành phố khác.[105][cần nguồn tốt hơn]
- Canada: Vào tối ngày 27 tháng 11, trước Lãnh sự quán Trung Quốc tại Toronto, hàng trăm người Trung Quốc đã đặt biển tang và nến trên mặt đất, bày tỏ tình đoàn kết với những người biểu tình Trung Quốc.[106]
- Hoa Kỳ: Sáng ngày 27 tháng 11, người Duy Ngô Nhĩ ở Nam California, các nhà hoạt động dân chủ, đại diện Hiệp hội nghệ sĩ thị giác và "Liên minh Trà Sữa" gồm các nhóm từ Hồng Kông, Đài Loan, Myanmar và Thái Lan đã tập trung trước Tổng lãnh sự quán Trung Quốc tại Los Angeles để tang các nạn nhân của vụ hỏa hoạn Ürümqi cũng như đồng tình trước hành động của người dân Trung Quốc đối với Đảng Cộng sản Trung Quốc.[107][cần nguồn tốt hơn]
- Australia: Vào buổi tối ngày 27 và 28, hàng trăm người Trung Quốc đã ủng hộ cuộc biểu tình tại quảng trường trước Tòa thị chính Sydney và Quảng trường King George ở Brisbane.[108]
- Malaysia: Vào tối ngày 29, hơn 100 người thuộc nhiều dân tộc khác nhau ở Malaysia và sinh viên Trung Quốc đã tập trung tại Đại học Malaysia để tưởng niệm các nạn nhân của vụ hỏa hoạn Ürümqi, đồng thời cầm giấy trắng và khẩu hiệu bày tỏ sự ủng hộ của họ đối với "Cách mạng giấy trắng".[109]

## Phản ứng của chính phủ Trung Quốc
Ngày 28 tháng 11 năm 2022, người phát ngôn Bộ Ngoại giao Trung Quốc Triệu Lập Kiên cho biết trong một cuộc họp báo thường kỳ rằng "Trên mạng xã hội có những thế lực có động cơ thầm kín liên hệ vụ cháy này với phản ứng của địa phương đối với COVID-19", và "Chúng tôi tin rằng với sự lãnh đạo của Đảng Cộng sản Trung Quốc và sự ủng hộ của người dân Trung Quốc, cuộc chiến chống lại COVID-19 của chúng ta sẽ thành công". Về trường hợp nhà báo Edward Lawrence của BBC News bị hành hung và giam giữ trong thời gian ngắn ở Thượng Hải, anh ta có nói đã biết về tình hình, nhưng cho rằng đó là do Lawrence không xác định được danh tính chính xác của mình. Cũng vào ngày này, Trần Văn Thanh, Ủy viên Bộ Chính trị Trung ương Đảng Cộng sản Trung Quốc kiêm Bí thư Ủy ban Chính trị và Pháp luật Trung ương, đã chủ trì một cuộc họp toàn thể của Ủy ban Chính trị và Pháp luật Trung ương, nhấn mạnh rằng cần thiết kiên quyết trấn áp các hoạt động xâm phạm, phá hoại của các thế lực thù địch theo quy định của pháp luật, kiên quyết trấn áp các hành vi vi phạm pháp luật, tội phạm gây rối trật tự xã hội, bảo vệ có hiệu quả tình hình xã hội ổn định.
Vào ngày 29 tháng 11, Ủy ban Y tế Quốc gia đã tổ chức một cuộc họp báo và tuyên bố rằng việc phong tỏa cần được nhanh chóng kết thúc và dỡ bỏ, tất cả nên được giải quyết để giảm bớt sự bất tiện do dịch bệnh gây ra cho nhân dân và ra thông báo yêu cầu tăng cường hơn nữa công tác tiêm chủng cho người cao tuổi. Cùng ngày, tài khoản WeChat "Tuyên truyền Chiết Giang" của Ban Tuyên giáo Tỉnh ủy Chiết Giang, Đảng Cộng sản Trung Quốc đã đăng một bài bình luận "Người dân trên hết" chứ không phải "Phòng chống dịch bệnh trên hết".
Ngày 30 tháng 11, Tôn Xuân Lan, Phó Thủ tướng Quốc vụ viện, đã tổ chức một hội nghị chuyên đề tại Ủy ban Y tế và Sức khỏe Quốc gia, chỉ ra rằng với sự suy yếu và khả năng gây bệnh của biến thể Omicron, việc phổ biến tiêm chủng và tích lũy kinh nghiệm trong phòng ngừa và kiểm soát, các chính sách phòng chống dịch bệnh phải không ngừng được tối ưu hóa. Cùng ngày, nhiều nơi ở Trung Quốc đại lục đã nới lỏng đáng kể việc kiểm soát dịch bệnh. Trong khi đó, Bộ trưởng An ninh Hồng Kông Đặng Bính Cường mô tả các cuộc biểu tình gần đây là "một cuộc cách mạng màu", một số người được xác định là gây nguy hiểm cho an ninh quốc gia. Ông tuyên bố việc cầm một mảnh giấy có những từ như lãnh đạo từ chức, chế độ độc tài và cách mạng có thể vi phạm Luật An ninh Quốc gia Hồng Kông và ông kêu gọi công dân không tham gia. Ông cũng tin rằng ban quản lý các trường cao đẳng và đại học có trách nhiệm ngăn chặn các vụ việc bất hợp pháp trở thành "căn cứ cho những cơn bão đen".
Ngày 1 tháng 12 năm 2022, ông Tập đã trò chuyện với Chủ tịch Hội đồng Châu Âu Charles Michel và cho rằng các sinh viên thất vọng vì các biện pháp nghiêm ngặt kéo dài với COVID-19 mới là nguyên nhân chính dẫn đến cuộc biểu tình.
Ngày 18 tháng 12 năm 2022, chính quyền thành phố Trùng Khánh ra thông báo những người mắc COVID-19 nhẹ hoặc không có triệu chứng có thể trở lại làm việc sau khi thực hiện biện pháp phòng ngừa nếu cần thiết.

## Kiểm duyệt và phản kháng

### Kiểm duyệt thông tin
Vào ngày 27 tháng 11, kênh thể thao của Đài truyền hình trung ương Trung Quốc (CCTV) bắt đầu thay thế các cảnh quay cận cảnh những người hâm mộ không đeo khẩu trang vẫy cờ bằng hình ảnh các cầu thủ, quan chức hoặc sân vận động bóng đá khi phát sóng các trận đấu FIFA World Cup 2022, nhằm tránh gây thêm khó chịu cho công chúng Trung Quốc. Theo quan sát của British Broadcasting Corporation (BBC), giữa chương trình phát sóng của CCTV và chương trình phát sóng của BBC có độ trễ khoảng 52 giây, trong trận đấu, các hình ảnh cận cảnh của khán phòng sẽ bị cắt bỏ có chủ ý. Trước đó vào ngày 22 tháng 11, một bài viết đã đặt câu hỏi về chính sách Zero-COVID của Trung Quốc đã xuất hiện trên nền tảng tài khoản công cộng WeChat, liệu Trung Quốc có "cùng một hành tinh" với Qatar, quốc gia đang tổ chức World Cup hay không, và sau đó nó đã bị xóa khỏi nền tảng.

### Lực lượng ủng hộ chính phủ
Nhiều nhóm trên mạng xã hội đã ủng hộ chính phủ đã miêu tả những người biểu tình vô tình đã trở thành những con tốt của "phương Tây" và những người theo phe dân chủ ở Hồng Kông. Các nhóm này mô tả các cuộc biểu tình là "cuộc cách mạng màu". Những người biểu tình cũng bị lên án vì "lợi dụng những điều tồi tệ nhất của để kích động công chúng không hiểu bản chất thật sự - đặc biệt là sinh viên đại học và trí thức có đầu nhồi nhét tư tưởng phương Tây - tham gia".

### Biểu tượng "tờ giấy trắng"
Những tờ giấy trắng khổ A4 đã trở thành biểu tượng của các cuộc biểu tình, với những người biểu tình tại Đại học Thanh Hoa đưa ra những tờ giấy trắng A4 để thể hiện sự kiểm duyệt ở Trung Quốc. Những người biểu tình cũng mang theo những bông hoa màu trắng, đứng cầm giấy hoặc hoa tại các giao lộ. Một người biểu tình ở Bắc Kinh nói rằng cô và chồng là một trong những người đầu tiên đến cuộc biểu tình ven sông vào ngày 27 tháng 11, lúc đầu không chắc có người nào trong khu vực là người biểu tình hay không, nhưng khi nhìn thấy cô ấy đang mang theo một tờ giấy trắng, họ đã đến và tụ tập với cô ấy.
Các cộng đồng người Hoa ở hải ngoại đã gọi sự kiện này là "cách mạng giấy trắng" và "cách mạng A4" trên các phương tiện truyền thông. Đến ngày 28 tháng 11, các bài đăng chứa giấy trắng, những thuật ngữ liên quan vô hại và phương trình Friedmann đã bị xóa khỏi nền tảng mạng xã hội Trung Quốc.

### Phương trình Friedmann
Một số sinh viên tại Đại học Thanh Hoa (nơi Chủ tịch Tập Cận Bình tốt nghiệp) đã tham gia vào các cuộc biểu tình COVID-19 bằng cách mang theo các bảng với phương trình Friedmann được vẽ nguệch ngoạc. Một số người biểu tình cho rằng, đó là một kiểu chơi chữ giữa " Friedmann" và "Free man (Người tự do)". Những người khác còn đã giải thích việc sử dụng phương trình trong các cuộc biểu tình như là một lời kêu gọi "mở cửa" Trung Quốc vì các phương trình Friedmann liên quan đến việc "giãn nở" của vũ trụ.

## Phản ứng quốc tế

### Tổ chức quốc tế
- Liên Hợp Quốc: Jeremy Laurence, người phát ngôn của Hội đồng Nhân quyền Liên Hợp Quốc kêu gọi chính quyền Trung Quốc tôn trọng quyền biểu tình ôn hòa và không nên bắt giữ những người biểu tình vì thực hiện quyền đó.[136]
- Liên minh châu Âu: Người phát ngôn chính sách đối ngoại của Liên minh châu Âu nói rằng EU đang theo dõi chặt chẽ các cuộc biểu tình mà không có bình luận gì thêm.[137]

### Châu Mỹ
- Hoa Kỳ: Chính quyền Biden, thông qua người phát ngôn của Hội đồng An ninh Quốc gia John Kirby, đã lên tiếng ủng hộ các cuộc biểu tình và rằng Tổng thống Biden đã được thông báo về tình hình.[138][139][140] Đại sứ quán Hoa Kỳ tại Bắc Kinh khuyến khích công dân của mình duy trì nguồn cung cấp nước, thực phẩm và thuốc men đủ dùng trong 14 ngày cho gia đình họ.[141][142][143] Nhiều đảng viên Cộng hòa chỉ trích phản ứng của Chính quyền Biden là "yếu ớt" và "đáng thương" và không "đứng lên chống lại Đảng Cộng sản Trung Quốc và đoàn kết với người dân Trung Quốc".[144] Theo Politico và The New York Times, nếu chính quyền Biden phản ứng mạnh mẽ hơn sẽ khiến chính phủ Trung Quốc có thêm lý do để đổ lỗi nước ngoài tham gia vào các cuộc biểu tình.[138][142] Vào ngày 1 tháng 12, Cố vấn Y tế trưởng của tổng thống Mỹ, Anthony Fauci đã gọi các lệnh phong tỏa của Trung Quốc là "hà khắc", thay vào đó, Trung Quốc nên tập trung vào việc cải thiện tỷ lệ tiêm chủng kém trong nhóm dân số cao tuổi.[145]
- Canada: Thủ tướng Justin Trudeau bày tỏ ủng hộ tự do ngôn luận ở Trung Quốc.[146][147]

### Châu Âu
- Vương quốc Liên hiệp Anh và Bắc Ireland: Phản ứng trước vụ bắt giữ nhà báo Edward Lawrence của BBC, Thủ tướng Anh Rishi Sunak mô tả đây là "điều gây sốc và không thể chấp nhận được".[144] Ngoại trưởng Anh James Cleverly gọi vụ việc là "đáng lo ngại sâu sắc" và "rõ ràng" rằng người dân Trung Quốc "vô cùng bất bình" về các hạn chế COVID.[148][149] Bộ trưởng Kinh doanh Grant Shapps nói rằng "hoàn toàn không có lý do gì" để các nhà báo đưa tin về các cuộc biểu tình bị cảnh sát tấn công.[150]
- Đức: Tổng thống Đức Frank-Walter Steinmeier yêu cầu chính quyền Trung Quốc "tôn trọng" quyền tự do của những người biểu tình và ông "hiểu [các] lý do tại sao mọi người muốn bày tỏ sự thiếu kiên nhẫn và bất bình của họ". Ông nói rằng ông hy vọng chính quyền Trung Quốc tôn trọng quyền tự do ngôn luận và tự do biểu tình của người biểu tình, ông hy vọng các cuộc biểu tình sẽ diễn ra trong hòa bình.[151] Omid Nourpour, đồng lãnh đạo Đảng Xanh Đức, một đối tác trong chính phủ liên minh Đức, tuyên bố các cuộc biểu tình "minh chứng cho sự dũng cảm và tuyệt vọng của nhiều người".[136] Người phát ngôn của chính phủ Đức Steffen Hebestreit gợi ý rằng chính phủ Trung Quốc có thể giải quyết các chính sách phong tỏa do COVID bằng cách sử dụng vắc xin mRNA do phương Tây sản xuất mà Đức và châu Âu đã có "kinh nghiệm rất tốt" để cho phép hầu hết các quốc gia nới lỏng các hạn chế về COVID-19.[152]

### Châu Á
- Đài Loan: Đảng Dân chủ Tiến bộ Đài Loan kêu gọi chính phủ Trung Quốc tích cực lắng nghe và đáp ứng yêu cầu của người dân.[153]